# Idioma rutul
El rutul o rutuliano es una lengua hablada por los rutuls, un grupo étnico que vive en Daguestán (Rusia) y algunas partes de Azerbaiyán. Lo hablan 30.000 personas en Daguestán (censo de 2010) y 17.000 (sin fecha) en Azerbaiyán. La palabra Rutul deriva del nombre de un pueblo daguestaní donde los hablantes de esta lengua constituyen la mayoría.
Rutul está en peligro de extinción en Rusia y está clasificado como "definitivamente en peligro" por el Atlas de las lenguas del mundo en peligro de la UNESCO.

## Clasificación
Rutul pertenece al grupo lezgico de la familia de lenguas caucásicas nororientales. Los Rutul llaman a su idioma mɨχaˤbišdɨ č'ɛl.

## Historias
Rutul no era un idioma escrito hasta que se desarrolló su sistema de escritura (basado en el cirílico) en 1990. En 2013 se desarrolló un alfabeto latino, basado en el dialecto shin-shorsu. Los hablantes suelen ser bilingües o multilingües y tienen un buen dominio de los idiomas azerí, lezgiano o ruso. Hay 8 dialectos y 2 subdialectos de Rutul. La versión literaria del idioma permanece en proceso de desarrollo. En las regiones del sur de Rusia pobladas por Rutul, el Rutul se enseña en las escuelas primarias (grados 1 a 4).

## Fonológia

### Vocales
|         | Anteriores | Anteriores | Centrales | Posteriores |
| ------- | ---------- | ---------- | --------- | ----------- |
| Cerrada | i iː       | y          | ɨ ɨː      | u uː        |
| Media   | ɛ eː       | ɛ eː       |           |             |
| Abierta | æ          | æ          |           | ɑ ɑː        |

### Consonantes
|                   |                   | Labiales | Dentales | Dentales | Alveolares | Alveolares | Palatales | Velares | Velares | Uvular | Uvular | Epiglotales y Faríngeas | Glotales |
| planas            | Lab.              | Labiales | planas   | Lab.     | planas     | Lab.       | Palatales | planas  | Lab.    |        |        | Epiglotales y Faríngeas | Glotales |
| ----------------- | ----------------- | -------- | -------- | -------- | ---------- | ---------- | --------- | ------- | ------- | ------ | ------ | ----------------------- | -------- |
| Nasales           | Nasales           | m        | n        |          |            |            |           |         |         |        |        |                         |          |
| oclusivas         | Sonoras           | b        | d        |          |            |            |           | ɡ       | ɡʷ      | ɢ      | ɢʷ     |                         |          |
| oclusivas         | Sordas            | p        | t        |          |            |            |           | k       | kʷ      | q      | qʷ     | ʡ                       | ʔ        |
| oclusivas         | Eyectivas         | pʼ       | tʼ       |          |            |            |           | kʼ      | kʷʼ     | qʼ     | qʷʼ    |                         |          |
| Africadas         | Sonoras           |          | d͡z       |          | d͡ʒ         | d͡ʒʷ        |           |         |         |        |        |                         |          |
| Africadas         | Sordas            |          | t͡s       | t͡sʷ      | t͡ʃ         | t͡ʃʷ        |           |         |         |        |        |                         |          |
| Africadas         | Eyectivas         |          | t͡sʼ      | t͡sʷʼ     | t͡ʃʼ        | t͡ʃʷʼ       |           |         |         |        |        |                         |          |
| Fricativas        | Sordas            | (f)      | s        | sʷ       | ʃ          | ʃʷ         |           | x       | xʷ      | χ      | χʷ     | ħ                       | h        |
| Fricativas        | Sonoras           |          | z        |          | (ʒ)        |            |           | ɣ       |         | ʁ      | ʁʷ     | ʢ                       |          |
| Vibrante múltiple | Vibrante múltiple |          |          |          | r          |            |           |         |         |        |        | ʜ                       |          |
| Aproximantes      | Aproximantes      | w        | l        |          |            |            | j         |         |         |        |        |                         |          |

## Escritura
Antes de la Revolución Rusa, los rutul usaban la escritura árabe. En el alfabeto árabe ajami, como fuente escrita, se conoce el texto de la canción en el dialecto ikhrek de la lengua rutul del ashug del Kur Rajaba del siglo XVIII.El alfabeto Rutul moderno, basado en el alfabeto cirílico, se introdujo en 1990. El árabe se utilizaba, entre otras cosas, para escribir artículos científicos. El idioma turco (azerbaiyano) también se utilizaba en la vida cotidiana. Los fundadores de la escritura Rutul y los compiladores del alfabeto Rutul basado en el alfabeto cirílico son S.M. Makhmudova, K.E. Jamalov, G.K. Ibragimov. En 1992 el prof.  Makhmudova S. M. y Jamalov K. E. publicaron un libro ABC en Rutul para estudiantes de primer grado: “Alifba: 1-classad kitab”. En esta edición, además del alfabeto adoptado anteriormente, se introdujo el dígrafo Дз дз . Después de eso, se publicaron tres libros de texto escolares más en idioma rutul: "Myhauddled chael" (grados 2 y 4) y Recetas de S. M. Makhmudova y "Rutul chael" de E. Ismailova. En 2012-2013 se publicó un libro de texto sobre el idioma Rutul para universidades: Gramática del idioma Rutul, Parte 1-2 de S. M. Makhmudova.  En 2006, Dzhamalov K. E. y Semedov S. A. publicaron un diccionario rutul-ruso (dialecto Ihrek) En esta edición, la letra Ь ь fue excluida del alfabeto, pero Аь аь fue incluida. En 2019 se publicó el diccionario Rutul-Ruso de A. S. Alisultanov y T. A. Suleimanova.
Los Rutul tienen una rica literatura que se remonta al siglo XI con el nombre de Zeinab Hinavi, una poetisa albanesa.  El clásico de Rutul, Lezgin y la poesía azerbaiyana es el ashug Kur-Rajab del siglo XVIII. En los siglos XX-XXI, la literatura de Rutul fue desarrollada y desarrollada por Jameseb Salarov, Nurakhmed Ramazanov, Magomed Ulileev, Musa Makhmudov, Ezerchi, Yusif Medzhidov, Sakit Kurbanov, Shafi Ibragimov, Veysal Cherkezov y otros.  En 2008 se publicó el primer trabajo generalizador "Literatura Rutul", que proporciona información sobre escritores, poetas y ashugs de Rutul.
Alfabeto moderno de Rutul:
| А а   | АӀ аӀ | Б б   | В в   | Г г   | Гъ гъ | Гь гь | ГӀ гӀ | Д д   | Е е   | Ё ё   |
| Дж дж | Ж ж   | Дз дз | З з   | И и   | Й й   | К к   | Къ къ | Кь кь | КӀ кӀ | Л л   |
| М м   | Н н   | О о   | П п   | ПӀ пӀ | Р р   | С с   | Т т   | ТӀ тӀ | У у   | Уь уь |
| УӀ уӀ | Ф ф   | Х х   | Хъ хъ | Хь хь | Ц ц   | ЦӀ цӀ | Ч ч   | ЧӀ чӀ | Ш ш   | Щ щ   |
| Ъ ъ   | Ы ы   | ЫӀ ыӀ | Ь ь   | Э э   | Ю ю   | Я я   |       |       |       |       |

### Gráfica
| AFI | Cirílico | Latino | AFI | Cirílico | Latino  |
| --- | -------- | ------ | --- | -------- | ------- |
| ɑ   | A a      | A a    | o   | О о      | O o     |
| ɑˤ  | АӀ аӀ    | AӀ aӀ  | p   | П п      | P p     |
| æ   | Аь аь    | Ə ə    | p'  | ПӀ пӀ    | P' p'   |
| b   | Б б      | B b    | r   | Р р      | R r     |
| ʋ   | В в      | V v    | s   | С с      | S s     |
| g   | Г г      | G g    | t   | Т т      | T t     |
| h   | Гь гь    | H h    | t'  | ТӀ тӀ    | T' t'   |
| ʁ   | Гъ гъ    | Ğ ğ    | u   | У у      | U u     |
| ɣ   | ГӀ гӀ    | Gh gh  | y   | Уь уь    | Ü ü     |
| d   | Д д      | D d    | uˤ  | УӀ уӀ    | UӀ uӀ   |
| d͡ʒ  | Дж дж    | C c    | f   | Ф ф      | F f     |
| e   | Е е      | E e    | χ   | Х х      | X x     |
| ʒ   | Ж ж      | J j    | x   | Хь хь    | Xh xh   |
| z   | З з      | Z z    | q   | Хъ хъ    | Qh qh   |
| i   | И и      | İ i    | t͡s  | Ц ц      | Ts ts   |
| j   | Й й      | Y y    | t͡s' | ЦӀ цӀ    | Ts' ts' |
| k   | К к      | K k    | t͡ʃ  | Ч ч      | Ç ç     |
| q'  | Кь кь    | Q' q'  | t͡ʃ' | ЧӀ чӀ    | Ç' ç'   |
| ɢ   | Къ къ    | Q q    | ʃ   | Ш ш      | Ş ş     |
| k'  | КӀ кӀ    | K' k'  | ʔ   | Ъ ъ      | '       |
| l   | Л л      | L l    | ɨ   | Ы ы      | I ı     |
| m   | М м      | M m    | ɨˤ  | ЫӀ ыӀ    | IӀ ıӀ   |
| n   | Н н      | N n    |     |          |         |

## Idiomas relacionados
Entre las lenguas del grupo lezgico, el tsakhur parece ser el pariente más cercano de Rutul. Además de estos dos, hay siete idiomas más en el grupo lezgiano, a saber: Lezgiano, Tabasaro, Aghul, Budukh, Kryts, Udi y Archi.

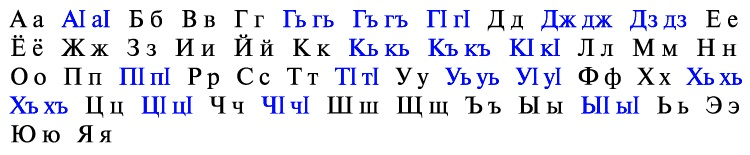
Alfabeto Rutul